# Astat
Astat (også Astatin) er et sjældent forekommende radioaktivt grundstof med kemisk symbol At og atomnummer 85 i det periodiske system. Det dannes ved radioaktivt henfald af tungere grundstoffer. Alle isotoper af astat er kortlivede; den mest stabile er astat-210, som har en halveringstid på 8,1 timer. Dets fysiske egenskaber er vanskelige at bestemme, da enhver makroskopisk prøve af astat øjeblikkeligt ville fordampe som følge af radioaktiv opvarmning. Det vides endnu ikke, om dette problem kan løses ved tilstrækkelig nedkøling.
Mange af astats fysiske egenskaber er blevet forudsagt ud fra grundstoffets placering i det periodiske system. Astat hører til gruppen af halogener (gruppe 17), som også tæller grundstofferne fluor, klor, brom og jod. Det menes at have et mørkt eller skinnende udseende og er muligvis en halvleder eller et metal; dets smeltepunkt menes at være højere end jods. Der kendes mange anioniske stoffer indeholdende astat, og kemisk set minder de fleste astatforbindelser om jodforbindelser. Astat udviser visse metalliske egenskaber, bl.a. er det i stand til at danne stabile enatomige kationer i vandig opløsning (i modsætning til de lettere halogener).
Astat blev fremstillet i 1940 af fysikerne Dale R. Corson, Kenneth Ross MacKenzie og Emilio G. Segrè på University of California, Berkeley. Dets navn kommer af græsk ἄστατος, astatos, der betyder "ustabil". Efterfølgende blev der opdaget fire naturligt forekommende isotoper af astat, skønt grundstoffet er det sjældnest forekommende på Jorden; det anslås, at jordskorpens totale indhold af astat til hver en tid er langt under et gram. Hverken astat-210, den mest stabile af astats isotoper, eller den medicinsk anvendelige isotop astat-211 forekommer i naturen. De kan kun fremstilles ad kunstig vej, typisk ved bombardement af bismuth-209 med alfapartikler.